# Karl Peintinger
Carl Vincenz Anderat Peintinger (auch: Karl) (* 19. August 1811 in Leoben; † 26. November 1869 in Wien) war ein österreichischer Verwalter und Politiker.

## Leben
Peintinger war Sohn des Arztes Johann Peintinger und katholischer Konfession. Er studierte von 1832 bis 1840 Rechtswissenschaft an der Universität Wien sowie Geschichte und Chemie an der Universität Graz. 1836 wurde er in Wien zum Dr. jur. promoviert. Von 1847 bis 1848 studierte er als Gasthörer an der Bergakademie in Vordernberg.
Zwischen 1847 und 1869 arbeitete er als Verwalter eines Radwerks in Vordernberg. Er verunglückte während einer Geschäftsreise nach Wien am 26. November 1869 tödlich. Von 1849 bis 1869 war der Vorsteher der Vorsteher Radmeisterkommunität in Vordernberg.

## Politik
Während der Märzrevolution wurde er 1848 in den provisorischen Steiermärkischen Landtag gewählt. Vom 1. September 1848 (für Carl von Scheuchenstuel) bis zum 2. Oktober 1848 (Nachfolger Eduard Quesar) vertrat er den Wahlkreis 14. Steiermark (Leoben) in der Frankfurter Nationalversammlung. Im Parlament blieb er fraktionslos und stimmte mit dem Rechten Zentrum.
Von 1861 bis 1866 gehörte er für die Wählergruppe Städte und Märkte und die Stadt Leoben dem steierischen Landtag an.